# Stanisław Sewiłło
Stanisław Sewiłło SJ (ur. 25 października 1917 w Krzesławicach, zm. 22 marca 1943 w Dachau) – Sługa Boży Kościoła katolickiego, polski kleryk katolicki, jezuita.

## Życiorys
Odbywał nowicjat w Pińsku i Starej Wsi k. Brzozowa. Był członkiem Towarzystwa Jezusowego prowincji Polski Południowej od 30 lipca 1935. 
Po wybuchu II wojny światowej 10 listopada 1939 aresztowany został przez Niemców i uwięziony na Montelupich w Krakowie. 3 marca 1940 roku przewieziony do obozu w Wiśniczu, a następnie 20 czerwca 1940 roku do niemieckiego obozu koncentracyjnego Auschwitz-Birkenau, zarejestrowany pod numerem więźniarskim 933. Od 12 grudnia 1940 roku przebywał w KL Dachau, gdzie zarejestrowany był „jako numer” 22250, poddawany był eksperymentom pseudomedycznym (nad hipotermią i testowaniu działania różnych substancji na wszczepione zarazki gruźlicy) na skutek których zmarł.
W więzieniu uważany był za człowieka głęboko pobożnego, który znosił wszelkie cierpienia poddając się woli Bożej.
Jest jednym z 122 Sług Bożych wobec których 17 września 2003 roku rozpoczął się, proces beatyfikacyjny drugiej grupy męczenników z okresu II wojny światowej.